# Chrysophyllum hirsutum
Chrysophyllum hirsutum är en tvåhjärtbladig växtart som beskrevs av Arthur John Cronquist. Chrysophyllum hirsutum ingår i släktet Chrysophyllum och familjen Sapotaceae. IUCN kategoriserar arten globalt som nära hotad. Inga underarter finns listade i Catalogue of Life.